# Девојка из снова
Девојка из снова (фр. Créature de rêve) је десета епизода прве сезоне серије Код Лиоко.

## Опис
Џереми је у својој спаваћој соби, покушавајући да покрене Аелитин програм за материјализацију. Као и раније, покушај не успе. Џереми јој каже да је бескористан и Аелита каже да не жели да се њен пријатељ сматра бескорисним. Од улази и подсећа га да мора да иде на час, а Џереми каже да ће покушати још једну ствар на свом компјутеру. У планинском сектору, Аелита чује пуцкетање. Погледа иза себе и види чувара…
У међувремену, Улрик и Јуми носе предмет прекривен платном. Улрик каже да овај објекат тежи тону, али Јуми каже да је у њеној породици вековима. Двоје га померају у учионицу, док их Мили и Тамија тајно прате. Јуми поставља објекат у ормар, додајући да ће га открити на крају свог извештаја. Када оду, Мили и Тамија се ушуњају, надајући се причи за своје новине. Оне почињу снимање извештаја, у којем Мили извуче вео објекта. Испод вела, две девојчице виде самурајски оклоп. Тамији испада камера, рекавши да је оклоп плаши. Баш тада, звони звоно и оне су присиљене да оду без своје приче. Након што изађу из собе, спектар излази из електричне утичнице и улази у оклоп.
На часу код госпође Херц, Џереми каже Оду и Улрику да је провео ноћ на Аелитином програму за материјализацију. Господин Делмас улази у учионицу и упознаје их са новом ученицом, Талијом. Ова девојчица изгледа баш као Аелита, само са тамнијом косом. На паузи, Џереми гледа Талију, која чита на клупи. Јуми каже да би Талија требало да их препозна ако је стварно Аелита, али Џереми каже да је изгубила памћење током материјализације. Од каже Џеремију да морају да разговарају са њом како би знали истину. Улрик и Од почну разговор са њом, када Од каже, „Здраво, Аели… Мислим, Талија. Моји пријатељи и ја мислимо да изгледаш познато и да смо те раније видели“. Талија то зове „лош покушај флертовања“ и враћа се на читање. Од је пита да ли јој „виртуелни светови“, „крабе“ или „мегатенкови“ нешто значе. Очигледно мислећи да су дечаци луди, она оде. Џереми је пита да ли има породицу и одакле је она, али она му каже да не жели да разговара са њима и одлази. Џереми каже да, ако је ова девојчица заиста Аелита, она не би била у Лиоку. Звоно звони и сви иду на час. Јуми тражи од других да јој пожеле срећу у њеној презентацији.
На часу код госпође Мејер, Џереми жели да сазна да ли је Аелита још увек у Лиоку. Он подиже руку и пита госпођу Мејер да ли може ићи у амбуланту, и добија њено одобрење. Одмах након тога, Од диже руку јер хоће да отпрати Џеремија до амбуланте. У својој спаваћој соби, Џереми успоставља везу са Лиоком, али не може да ступи у контакт са Аелитом. Он почиње да размишља да су његови последњи прорачуни били тачни и да је Талија Аелита. У међувремену, на Јумином часу, Јуми завршава своју презентацију о јапанској култури. За крај, она планира да покаже наследство своје породице, самурајски оклоп, јер је то живи симбол Јапана. Међутим, она отвара ормар и не види ништа. Примети спржену утичницу близу ормара и схвата да је то Ксена. У згради са собама, Џим налази самурајски оклоп како хода, али мисли да је неко у њему. Оклоп се окреће, откривајући му да га нико не носи, и напада Џима. У трпезарији, Јуми каже другима да је Ксена узео њено породично наследство. Од додаје да немају Аелитину помоћ. Чувши ово, Џереми каже Оду да не могу ступити у контакт са Аелитом у Лиоку јер није у Лиоку: она је испред њих! Њихов разговор је прекинут када господин Делмас улази. Свима говори да је неколико ученика и Џима напао човек у самурајском оклопу. Бесан чим га нико не схвата озбиљно, Џереми тврди да Ксена контролише самурајски оклоп да би убио Талију, јер је Талија „заправо“ Аелита. Он иде до ње…
Полиција разговара са Јуми, приметивши да оклоп припада њеној породици. Џереми упада у Талијину спаваћу собу, брбљајући о томе како Ксена жели да је убије јер је она Ксенин највећи непријатељ и како мора да се сакрије. Талија каже да је његов покушај флертовања креативнији од Одовог покушаја. Џереми, јасно показујући своју љубав према Аелити, зграби је за рамена и тресе је, вичући да мора да му верује. Она га одгурује од себе верујући да је Џереми луд. Оклоп улази у собу и замахује сабљом али маши. Двоје побегну напоље, где оклоп губи њихов траг. У канцеларији господина Делмаса, полицијски истражитељ испитује Јуми. Од и Улрик су изван собе док два полицајца чувају врата. Од каже да морају отићи у фабрику. Улрик покушава да позове Џеремија, али добија говорну пошту. У фабрици, Талија прати Џеремија у фабрички лифт. Лифт се зауставља и Џереми уноси лозинку преко тастатуре у електричној кутији. Врата се отварају и двоје улазе у лабораторију. Џереми активира холомапу, представља Талији виртуелни свет по имену Лиоко и покушава да јој све објасни. Талија пита Џеремија зашто не искључи суперкомпјутер због опасности од Ксене. Улрик и Од долазе у лабораторију и спречавају га од тога, јер Аелита може и даље бити у Лиоку. Они тврде да морају да иду у Лиоко и да потраже Аелиту. Џереми се слаже и почиње процес виртуелизације. Њих двојица се појављују у планинском сектору. Џереми објашњава Талији концепт торњева, када схвата да је она ипак отишла. Она, у суштини, користи долазак полиције на академију због напада самураја како би их обавестила да група крије од остатка света да вештачка интелигенција жели да влада светом.
У Лиоку, Од и Улрик траже Аелиту када Одова антиципација свом кориснику визију Аелите заробљене у чувару. У административној згради, Јуми излази јер је њено саслушање завршено када Талија прође поред ње. Јуми зове Џеремија да му каже да Талија иде у директорову канцеларију. Џереми схвата своју грешку у довођењу Талије у фабрику; сада, обавестиће полицију о свему. Скенер на Џеремијевом компјутеру лоцира активирани торањ у шумском сектору. У Лиоку, Од и Улрик виде светлећу наранџасту сферу у даљини. Прилазе јој и виде Аелиту како унутра плута. Чувар је спречавао комуникацију између Џеремија и Аелите. Без Аелите која може да превари чувара својом креативношћу, Улрик почиње да напада чувара, али узалуд. У згради Кадик академије, Јуми се налази очи у очи са самурајским оклопом. Оклоп се баца на њу, али она узима цев и блокира оклопов мач. У фабрици, сигурносне камере показују Талију која води господина Делмаса и полицајце у лабораторију. Џереми има идеју да победи чувара стварајући реплику Аелите на Лиоку. Он изводи план и чувар покушава да прогута клона, али губи стабилност и експлодира, ослобађајући Аелиту. Џереми каже Оду и Улрику да морају да доведу Аелиту у успутни торањ, јер ће се њени животни поени обновити.
На Кадик академији, самурајски оклоп прати Јуми до свлачионице. Аелита се пробуди унутар успутног торња са Одом и Улриком, који јој објасне шта се догодило. Затим, скачу са платформе и лете кроз реку података, стижући у успутни торањ шумског сектора. На Кадик академији, самурајски оклоп се дошуња за Јуми и замахује мачем који сече неколико делова ормарића, али се Јуми сагиње. Проблеми се настављају у лабораторији. Сигурносна камера приказује Талију и њену групу у лифту, покушавајући да унесу тачну лозинку у тастатуру, али Талија зна тачну лозинку јер ју је видела. У шумском сектору, два блока нападају Ода, Улрика и Аелиту. Од се бори против њих, док Улрик и Аелита настављају према активираном торњу. Блокови пуцају ледене зраке, који промашују и прекривају неколико стабала ледом. Схатајући да његова омиљена чудовишта почињу битку, Од трчи за другима. Улрик уништава један блок триангулацијом, али други блок га девиртуелизује ледебим зраком. Талија и полицајци коначно отварају врата и улазе у лабораторију. Талија показује на Џеремија и каже да Џереми прети безбедности житеља планете Земље. Господин Делмас захтева објашњење. У Лиоку, Аелита трчи до активираног торња док блок прати Ода. У лабораторији, Џереми одбија да иде са полицајцима, који му прилазе. На Кадик академији, Јуми трчи у салу за физичко док је прати оклоп. Она иде према вратима на супротној страни собе, али самурајски оклоп долеће поред ње и блокира јој бекство. У шумском сектору, блок пуца на Аелиту док она улази у торањ, али га Од лако уништава. Аелита деактивира торањ, у исто време када самурајски оклоп напада Јуми с катаном. Истовремено, Џереми покреће повратак у прошлост док га полицајци одвлаче, вичући „ВРАТИ СЕ У ПРОШЛОСТ, СААААААД‼“…
Од, Улрик и Џереми су на часу код госпође Херц, док господин Делмас уводи Талију. Улрик говори Џеремију да му је Сиси рекла да је Талија сироче, што би објаснило зашто није желела да говори о својим родитељима. Са потпуном променом срца, Џереми каже: „Ако боље погледаш, видећеш да им очи нису исте, нос је другачији, а и фризура. Уопште не личе. Како сте могли да помислите да је она Аелита?“. На Јумином часу, Јуми завршава свој извештај о култури када приказује самурајски оклоп своје породице. Ноге оклопа су у ланцима.

## Емитовање
Епизода је премијерно емитована 5. новембра 2003. у Француској. У Сједињеним Америчким Државама је емитована 30. априла 2004.